# Cash Shit
«Cash Shit» — песня американской рэперши Megan Thee Stallion, записанная при участии американского рэпера DaBaby. Она была выпущена 17 мая 2019 года в качестве второго сингла с дебютного коммерческого микстейпа Megan Thee Stallion Fever на лейблах 300 Entertainment и 1501 Certified.

## История
Сингл возглавил Urban radio в Соединённых штатах Америки и занял 36 позицию в американском чарте Billboard Hot 100.
12 декабря 2019 года компания Rockstar Games выпустила обновление для игры Grand Theft Auto V, включающее в себя новую рэп-радиостанцию iFruit Radio, в трек-лист которой вошёл сингл.
«Cash Shit» получил звание 30-й лучшей песни по версии Billboard, 11-й лучше песни года по версии Complex и 12-й лучшей песни по версии Pitchfork.
14 июля 2019 года Меган опубликовала в социальных сетях трейлер (при участии DaBaby), который являлся трейлером для видеоклипа, срежиссированным Hype Williams под названием «Fever Thee Movie». В мае 2020 года Меган заявила, что если её песня «Savage» возглавит чарт Billboard Hot 100, она выпустит видеоклип.

## Чарты

### Недельные чарты
| Чарт (2019)                           | Высшая позиция |
| ------------------------------------- | -------------- |
| США (Billboard Hot 100)               | 36             |
| США (Billboard Hot R&B/Hip-Hop Songs) | 16             |
| США (Billboard Rhythmic)              | 24             |
| США (Rolling Stone Top 100)           | 27             |

### Годовые чарты
| Чарт (2019)                           | Позиция |
| ------------------------------------- | ------- |
| США (Billboard Hot 100)               | 90      |
| США (Billboard Hot R&B/Hip-Hop Songs) | 41      |
| США (Billboard Hot Rap Songs)         | 37      |

## Сертификации
| Регион | Сертификация | Продажи   |
| --- | ------------ | --------- |
| США (RIAA) | Платиновый   | 1 000 000 |
| * Данные о продажах приведены только на основе сертификации. · ^ Данные о тиражах приведены только на основе сертификации. · Данные о продажах + прослушиваниях приведены только на основе сертификации. |              |           |